# East Porterville
East Porterville és una població dels Estats Units a l'estat de Califòrnia. Segons el cens del 2000 tenia 6.730 habitants.

## Demografia
Segons el cens del 2000, East Porterville tenia 6.730 habitants, 1.709 habitatges, i 1.413 famílies. La densitat de població era de 849,2 habitants/km².
Dels 1.709 habitatges en un 50,6% hi vivien nens de menys de 18 anys, en un 53,2% hi vivien parelles casades, en un 19,6% dones solteres, i en un 17,3% no eren unitats familiars. En el 12,3% dels habitatges hi vivien persones soles el 5,6% de les quals corresponia a persones de 65 anys o més que vivien soles. El nombre mitjà de persones vivint en cada habitatge era de 3,93 i el nombre mitjà de persones que vivien en cada família era de 4,2.
Per edats la població es repartia de la següent manera: un 37,9% tenia menys de 18 anys, un 13% entre 18 i 24, un 27,2% entre 25 i 44, un 14,8% de 45 a 60 i un 7,1% 65 anys o més.
L'edat mediana era de 24 anys. Per cada 100 dones de 18 o més anys hi havia 105,9 homes.
La renda mediana per habitatge era de 25.022 $ i la renda mediana per família de 25.481 $. Els homes tenien una renda mediana de 19.004 $ mentre que les dones 18.854 $. La renda per capita de la població era de 9.475 $. Entorn del 33,2% de les famílies i el 38,6% de la població estaven per davall del llindar de pobresa.

## Poblacions més properes
El següent diagrama mostra les poblacions més properes.